# 伊莉莎白·奧古斯塔 (普法爾茨-蘇爾茨巴赫)
普法爾茨-蘇爾茨巴赫的伊莉莎白·奧古斯塔（德語：Elisabeth Auguste von Pfalz-Sulzbach，1721年1月17日—1794年8月17日），普法爾茨選侯夫人、巴伐利亞選侯夫人，屬於維特爾斯巴赫王朝的普法爾茨-蘇爾茨巴赫分支。
1742年，伊莉莎白·奧古斯塔和堂弟卡爾·特奧多爾結婚。同年卡爾·特奧多爾繼位為普法爾茨選侯，伊莉莎白·奧古斯塔成為選侯夫人。1777年馬克西米利安三世·約瑟夫去世，卡爾·特奧多爾和伊莉莎白·奧古斯塔成為巴伐利亞選侯和選侯夫人。兩人沒有子女。